# Grenze zwischen der Volksrepublik China und Russland
Die Grenze zwischen der Volksrepublik China und Russland ist die moderne Staatsgrenze zwischen der Russischen Föderation und der Volksrepublik China.

## Demarkation
Nach der endgültigen Demarkation im Jahr 2005 erhielt sie ihren heutigen Verlauf. Ihre Länge beträgt derzeit 4209,3 Kilometer, davon 650,3 Kilometer Landgrenze, 3489,0 Kilometer Flussgrenze und 70,0 Kilometer Seegrenze (zum Vergleich: die Länge der kasachisch-russischen Grenze beträgt 7512,8 Kilometer). Sie ist unterteilt in zwei Abschnitte: einen langen östlichen Abschnitt und einen kurzen westlichen Abschnitt (ca. 50 Kilometer). Dazwischen liegt die Mongolei, die im Norden von Russland und im Süden von China begrenzt wird. Die russisch-chinesische Grenze hat sowohl Fluss- (entlang der Fahrrinne der Flüsse Argun, Amur und Ussuri) als auch Landabschnitte.

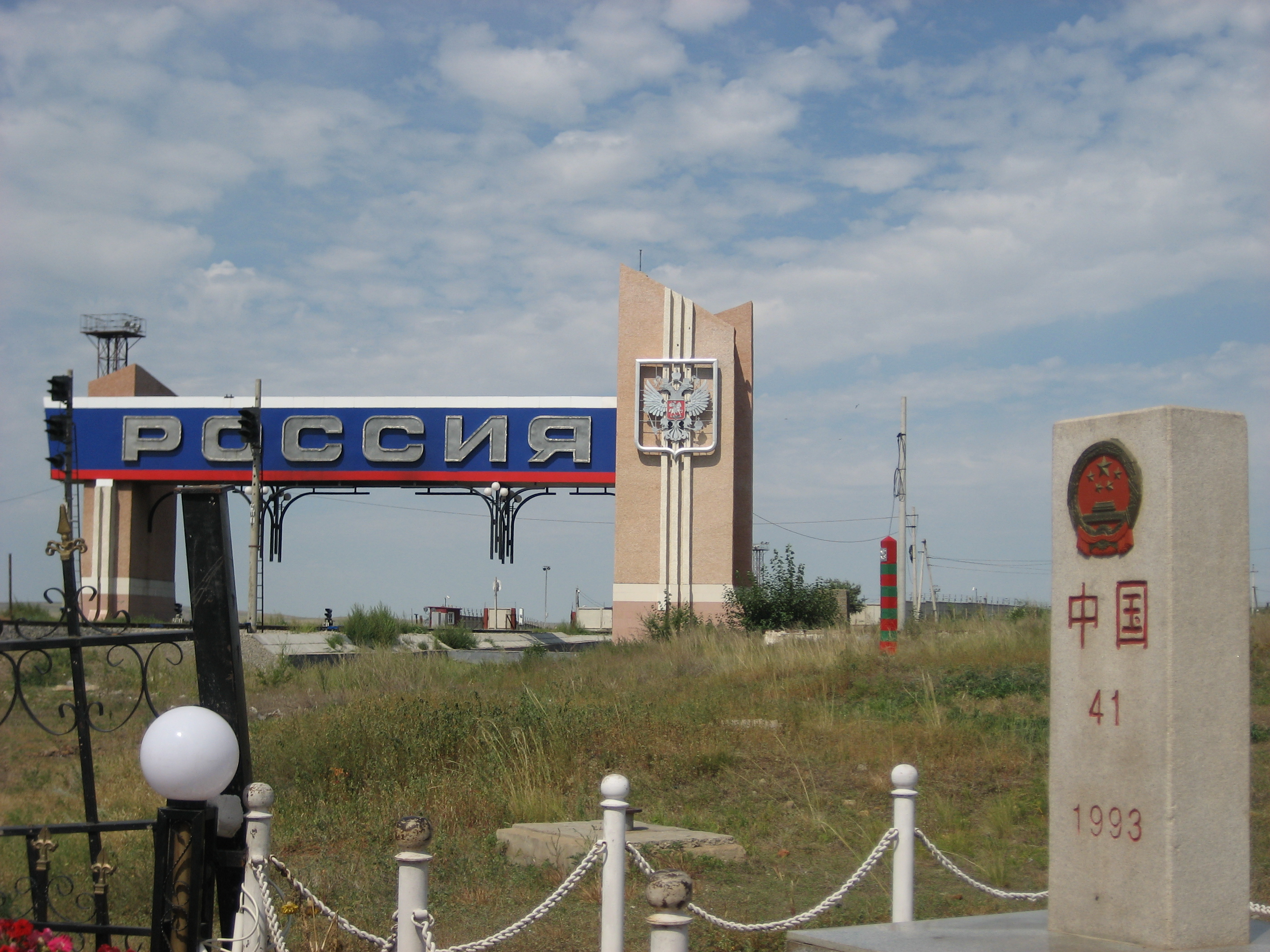
Russische und chinesische Grenzmarkierungen zwischen den beiden Ländern in Manjur (Innere Mongolei) und Sabaikalsk (Transbaikalien)

## Geschichte
Die Grenze selbst hat, wie die chinesisch-russischen Beziehungen, eine lange und recht konfliktreiche Geschichte, die mit der Eroberung Sibiriens begann. Die sowjetisch-chinesische Grenze im 20. Jahrhundert und insbesondere die russisch-chinesische Grenze im späten 19. und frühen 20. Jahrhundert waren viel länger, da das chinesische Reich damals die Mongolei und das Russische Reich Zentralasien umfasste (siehe auch Russische Eroberung Turkestans).
Der erste Vertrag, der die Grenze zwischen China und Russland festlegte, war der Vertrag von Nertschinsk aus dem Jahr 1689. Die Grenze wurde entlang des Flusses Argun und dann entlang des Stanowoigebirges bis zum Ufer des Ochotskischen Meeres festgelegt. Russland verlor durch den Vertrag die Festung Albazin und die Priamurye.
Der nächste Vertrag über die Grenze war der Vertrag von Bura im Jahr 1727. Er legte den Verlauf der chinesisch-russischen Grenze in den Gebieten fest, die nicht durch den Vertrag von Nertschinsk bestimmt waren, und zwar westlich des Argun bis zum Schabin-Dabat-Pass (Westsajan). Diese Grenzen wurden später durch den Vertrag von Kjachta von 1727 auf der Grundlage der bei den Verhandlungen über den Vertrag von Bura ausgearbeiteten Bedingungen festgelegt.
Der Vertrag von Aigun aus dem Jahr 1858 revidierte die Bedingungen des Vertrags von Nertschinsk und legte die russisch-chinesische Grenze entlang des Amur-Flusses fest. Der Vertrag von Tianjin von 1858 sah die Festlegung des bis dahin unbestimmten Teils der Grenze zwischen China und Russland vor. Im Vertrag von Peking von 1860 wurden die Gebiete vom Ussuri bis zum Japanischen Meer abgegrenzt – die Grenze wurde entlang der chinesischen Seite des Amur und des Ussuri sowie entlang des Kasakewitscha-Kanals gezogen. So erhielt Russland das Territorium Primorje.

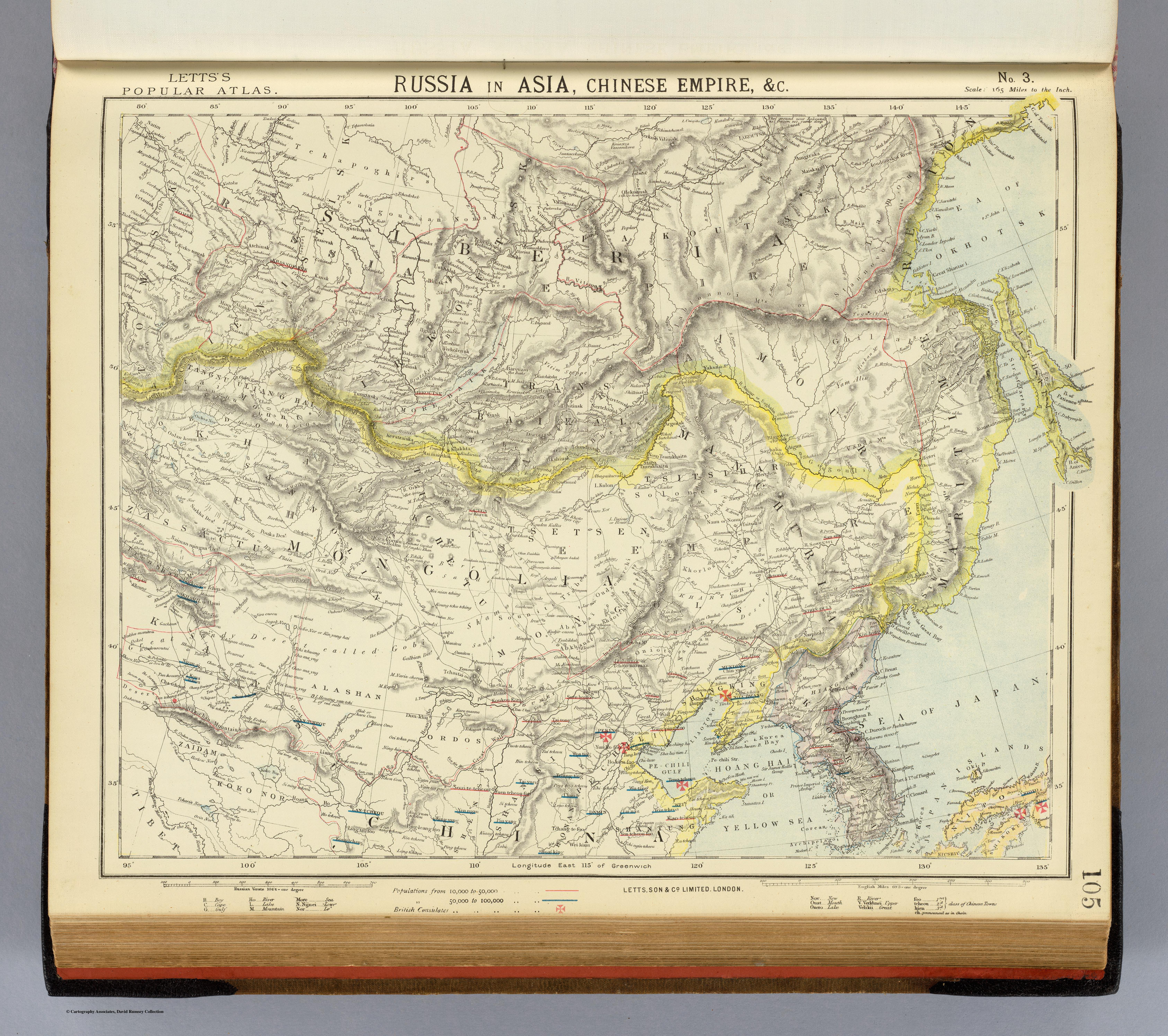
Die chinesisch-russische Grenze auf einer Karte in Letts' Popular Atlas (1883)

Mit der Proklamation der Unabhängigkeit der Mongolei im Jahr 1911 wurde die chinesisch-russische Grenze in einen westlichen und einen östlichen Abschnitt geteilt. 1914, nach der Errichtung des russischen Protektorats über das Gebiet Urjanghai, änderte sie sich erneut.
Am 1. März 1932 wurde auf dem Gebiet der Mandschurei mit Unterstützung Japans der formell unabhängige Marionettenstaat Mandschukuo ausgerufen. Das ummauerte China selbst verlor damit vorübergehend seine gemeinsame Grenze mit der RSFSR. Mandschukuo wurde von 23 der 80 Staaten, die damals existierten, anerkannt. Diplomatische Beziehungen wurden auch mit der UdSSR (de facto: 23. März 1935; de jure: 13. April 1941), Deutschland, Italien, Spanien und später dem Vichy-Regime in Frankreich aufgenommen. Zwischen 1945 und 1948 wurde das Gebiet der Inneren Mandschurei an die chinesischen Kommunisten zurückgegeben und zum Hauptstützpunkt der chinesischen Volksbefreiungsarmee. Die chinesisch-russische Grenze von 1861 wurde damit wiederhergestellt.
Im sowjetisch-chinesischen Grenzvertrag vom 16. Mai 1991 wurde die chinesisch-russische Grenze in fast ihrem gesamten östlichen Teil (östlich der Mongolei) festgelegt und abgegrenzt. Das Eigentum an Inseln, die nach der Demarkation der Grenzlinie in den Grenzflüssen auftauchten und direkt an der demarkierten Grenzlinie lagen, sollte in Zukunft durch Konsultationen zwischen den Vertragsparteien festgelegt werden. Der russisch-chinesische Vertrag von 2004 regelte die Grenzfrage zu den übrigen umstrittenen Sektoren.

Die zwischen Russland und China umstrittenen Flussinseln und die 2004/8 festgelegte Grenzregelung auf einer Karte der Staatsgrenze bei den Inseln Bolschoi Ussurijski / Heixiazi Dao und Tarabarow / Yinling Dao

Am 21. Juli 2008 unterzeichneten der chinesische Außenminister Yang Jiechi und sein russischer Amtskollege Sergei Lawrow in Peking ein zusätzliches Abkommen über die chinesisch-russische Grenzlinie, mit dem die Demarkation des östlichen Teils der chinesisch-russischen Grenze anerkannt wurde. Außerdem wurde ein Zusatzprotokoll mit einer Karte unterzeichnet, die den östlichen Teil der gemeinsamen Grenze beider Länder abbildet. Das Abkommen beinhaltet auch, dass China das Eigentum an der Insel Yinlong / Tarabarow und der Hälfte der Insel Heixiazi / Bolschoi Ussurijski erlangt.

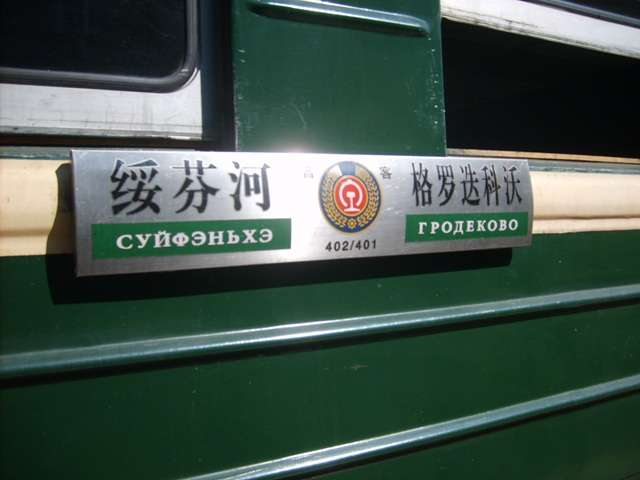
Zugverbindung Suifenhe (Heilongjiang) / Grodekowo (Primorje)

## Grenzkonflikte ab Mitte des 20. Jahrhunderts
Anfang der 1950er Jahre stellte die UdSSR der VR China topografische Karten des gesamten Grenzverlaufs zur Verfügung. Zu diesem Zeitpunkt schwieg die chinesische Seite über den Grenzverlauf. Doch in der zweiten Hälfte des Jahres 1950 begannen sich zwischen der UdSSR und der Volksrepublik China Differenzen über den Grenzverlauf abzuzeichnen.
Die territoriale und politische Expansion sowohl Russlands als auch Chinas wurde mehr als einmal zum Anlass für gegenseitige Gebietsansprüche:
- 1929 Konflikt um die Ostchinesische Eisenbahn (russ. Конфликт на КВЖД)
- 1969 Grenzkonflikt auf der Damanski-Insel (russ. Пограничный конфликт на острове Даманский)

Die größten Probleme sind derzeit die illegale Einwanderung chinesischer Arbeitskräfte, der Schmuggel und der illegale Fischfang durch chinesische Bürger auf russischem Gebiet sowie die rege Bautätigkeit am Südufer des Amur, das das untere russische Ufer überschwemmt.

## Chronologie
Hauptquelle: Bobo Lo (2006)
- 1689 Der Vertrag von Nertschinsk war der erste, den das Qing-Reich mit einem europäischen Staat unterzeichnete. Mit der Festlegung des Grenzverlaufs entlang des Flusses Argun erklärte der Vertrag die gesamte Amur-Region als zu China gehörig und verwehrte den Russen den Zugang zum Ochotskischen Meer.
- 1858 Der Vertrag von Aigun gab Russland die Kontrolle über das linke Ufer des Amur-Flusses. Nach diesem Vertrag, der mit Hilfe der „Kanonenbootdiplomatie“ durchgesetzt wurde, verlief die Grenze entlang des Amur bis zu seiner Mündung, wodurch Russland Zugang zum Ochotskischen Meer erhielt.
- 1860 Durch den Vertrag von Peking erhielt Russland das rechte Ufer des Amur, die heutige Region Primorje (Primorski krai), und Teile der Mandschurei. Als Ergebnis der Verträge von Aigun, Peking und Tarbagatai (1864) gewann Russland etwa 665.000 Quadratmeilen Meilen chinesischen Territoriums. Die mandschurische Provinz Osttartarei (East Tartary) wurde zu Russisch-Fernost.
- 1864 Protokoll von Tschugutschak[12] (Treaty of Tarbagatai / Protokoll von Tacheng)
- 1937 Japan erobert die Mandschurei.
- 1938 Stalin vertreibt die chinesische und koreanische Bevölkerung aus dem Russischen Fernen Osten.
- 1945 Die Sowjetunion übernimmt die Mandschurei von den Japanern.
- 1949 Die Sowjetunion gibt die Innere Mongolei an China zurück.
- 1969 Sowjetische und chinesische Grenzsoldaten stoßen auf der Damanski-Insel im Ussuri-Fluss aufeinander.
- 1986 In einer großen Rede in Wladiwostok erklärt Gorbatschow, dass die Sowjetunion bereit ist, in der Grenzfrage flexibel zu sein.
- 1991 Es wird eine Einigung über die Abgrenzung des östlichen Teils (97 Prozent) der Grenze erzielt.
- 1994 Einigung über den westlichen Abschnitt der Grenze.
- 1995 Einigung über den letzten Abschnitt (54 Kilometer) der Grenze.
- 1996 Abkommen von Shanghai über vertrauensbildende Maßnahmen entlang der ehemaligen chinesisch-sowjetischen Grenze.
- 1999 Unterzeichnung des Protokolls über die Grenzziehung des östlichen und westlichen Grenzabschnitts.
- 2001 Unterzeichnung des chinesisch-russischen Vertrags über gute Nachbarschaft, Freundschaft und Zusammenarbeit.
- 2004 Vereinbarung über die endgültige Demarkation der Ostgrenze, Regelung der Frage der verbleibenden umstrittenen Inseln im Amur-Fluss.
- 2005 Ratifizierung des endgültigen Grenzabkommens durch die chinesischen und russischen Gesetzgebungen.
- 2008 Zusatzabkommen (zu 2004).